# Mistrovství světa v judu 1979 – muži – polostřední váha (-78kg)
Zápasy v judu na X. mistrovství světa v kategorii polostředních vah mužů proběhly v Paříži, 7. prosince 1979.

## Finále
| Finále               |             |
| -------------------- | ----------- |
| Bernard Tchoullouyan | Šózó Fudžii |
| Šózó Fudžii          | Šózó Fudžii |

## Opravy / O bronz
Do oprav se dostali judisté, kteří během turnaje prohráli svůj zápas s jedním ze dvou finalistů.
| opravy    | opravy          | opravy         | o bronz        |                |
| --------- | --------------- | -------------- | -------------- | -------------- |
| volný los | Rik Bakker      | Rik Bakker     | Thomas Hagmann | Harald Heinke  |
| volný los | Rik Bakker      | Rik Bakker     | Thomas Hagmann | Harald Heinke  |
|           | Delmo Baptista  | Rik Bakker     | Thomas Hagmann | Harald Heinke  |
|           |                 | Thomas Hagmann | Thomas Hagmann | Harald Heinke  |
|           |                 |                | Harald Heinke  | Harald Heinke  |
| volný los | László Hangyási | Pak Jong-čchol | Pak Jong-čchol | Pak Jong-čchol |
| volný los | László Hangyási | Pak Jong-čchol | Pak Jong-čchol | Pak Jong-čchol |
|           | Pak Jong-čchol  | Pak Jong-čchol | Pak Jong-čchol | Pak Jong-čchol |
|           |                 | Ignacio Sanz   | Pak Jong-čchol | Pak Jong-čchol |
|           |                 |                | Brett Barron   | Pak Jong-čchol |

## Pavouk
|   | 1/64                 | 1/32                 | 1/16                 | čtvrtfinále          | semifinále           | finále               |
| - | -------------------- | -------------------- | -------------------- | -------------------- | -------------------- | -------------------- |
| A | Harald Heinke        | Harald Heinke        | Harald Heinke        | Harald Heinke        | Harald Heinke        | Bernard Tchoullouyan |
| A | Izrael               | Harald Heinke        | Harald Heinke        | Harald Heinke        | Harald Heinke        | Bernard Tchoullouyan |
| A | volný los            | Adalbert Missalla    | Harald Heinke        | Harald Heinke        | Harald Heinke        | Bernard Tchoullouyan |
| A | volný los            | Adalbert Missalla    | Harald Heinke        | Harald Heinke        | Harald Heinke        | Bernard Tchoullouyan |
| A | Turecko              | Adam Adamczyk        | Adam Adamczyk        | Harald Heinke        | Harald Heinke        | Bernard Tchoullouyan |
| A | Adam Adamczyk        | Adam Adamczyk        | Adam Adamczyk        | Harald Heinke        | Harald Heinke        | Bernard Tchoullouyan |
| A | volný los            | Tim Hirose           | Adam Adamczyk        | Harald Heinke        | Harald Heinke        | Bernard Tchoullouyan |
| A | volný los            | Tim Hirose           | Adam Adamczyk        | Harald Heinke        | Harald Heinke        | Bernard Tchoullouyan |
| A | Chris Bowles         | Chris Bowles         | Birkan Ada           | Birkan Ada           | Harald Heinke        | Bernard Tchoullouyan |
| A | Írán                 | Chris Bowles         | Birkan Ada           | Birkan Ada           | Harald Heinke        | Bernard Tchoullouyan |
| A | volný los            | Birkan Ada           | Birkan Ada           | Birkan Ada           | Harald Heinke        | Bernard Tchoullouyan |
| A | volný los            | Birkan Ada           | Birkan Ada           | Birkan Ada           | Harald Heinke        | Bernard Tchoullouyan |
| A | volný los            | Kim Jacobsen         | Erny Schumacher      | Birkan Ada           | Harald Heinke        | Bernard Tchoullouyan |
| A | volný los            | Kim Jacobsen         | Erny Schumacher      | Birkan Ada           | Harald Heinke        | Bernard Tchoullouyan |
| A | volný los            | Erny Schumacher      | Erny Schumacher      | Birkan Ada           | Harald Heinke        | Bernard Tchoullouyan |
| A | volný los            | Erny Schumacher      | Erny Schumacher      | Birkan Ada           | Harald Heinke        | Bernard Tchoullouyan |
| B | Itálie               | Rik Bakker           | Bernard Tchoullouyan | Bernard Tchoullouyan | Bernard Tchoullouyan | Bernard Tchoullouyan |
| B | Rik Bakker           | Rik Bakker           | Bernard Tchoullouyan | Bernard Tchoullouyan | Bernard Tchoullouyan | Bernard Tchoullouyan |
| B | volný los            | Bernard Tchoullouyan | Bernard Tchoullouyan | Bernard Tchoullouyan | Bernard Tchoullouyan | Bernard Tchoullouyan |
| B | volný los            | Bernard Tchoullouyan | Bernard Tchoullouyan | Bernard Tchoullouyan | Bernard Tchoullouyan | Bernard Tchoullouyan |
| B | volný los            | Delmo Baptista       | Delmo Baptista       | Bernard Tchoullouyan | Bernard Tchoullouyan | Bernard Tchoullouyan |
| B | volný los            | Delmo Baptista       | Delmo Baptista       | Bernard Tchoullouyan | Bernard Tchoullouyan | Bernard Tchoullouyan |
| B | volný los            | Borha                | Delmo Baptista       | Bernard Tchoullouyan | Bernard Tchoullouyan | Bernard Tchoullouyan |
| B | volný los            | Borha                | Delmo Baptista       | Bernard Tchoullouyan | Bernard Tchoullouyan | Bernard Tchoullouyan |
| B | Kai Otto Nielsen     | Georgi Petrov        | Thomas Hagmann       | Thomas Hagmann       | Bernard Tchoullouyan | Bernard Tchoullouyan |
| B | Georgi Petrov        | Georgi Petrov        | Thomas Hagmann       | Thomas Hagmann       | Bernard Tchoullouyan | Bernard Tchoullouyan |
| B | volný los            | Thomas Hagmann       | Thomas Hagmann       | Thomas Hagmann       | Bernard Tchoullouyan | Bernard Tchoullouyan |
| B | volný los            | Thomas Hagmann       | Thomas Hagmann       | Thomas Hagmann       | Bernard Tchoullouyan | Bernard Tchoullouyan |
| B | volný los            | Jarmo Erikäinen      | Jarmo Erikäinen      | Thomas Hagmann       | Bernard Tchoullouyan | Bernard Tchoullouyan |
| B | volný los            | Jarmo Erikäinen      | Jarmo Erikäinen      | Thomas Hagmann       | Bernard Tchoullouyan | Bernard Tchoullouyan |
| B | volný los            | Alan Broadhead       | Jarmo Erikäinen      | Thomas Hagmann       | Bernard Tchoullouyan | Bernard Tchoullouyan |
| B | volný los            | Alan Broadhead       | Jarmo Erikäinen      | Thomas Hagmann       | Bernard Tchoullouyan | Bernard Tchoullouyan |
| C | Ignacio Sanz         | Ignacio Sanz         | Ignacio Sanz         | Ignacio Sanz         | Šózó Fudžii          | Šózó Fudžii          |
| C | Dave McManus         | Ignacio Sanz         | Ignacio Sanz         | Ignacio Sanz         | Šózó Fudžii          | Šózó Fudžii          |
| C | volný los            | Arango               | Ignacio Sanz         | Ignacio Sanz         | Šózó Fudžii          | Šózó Fudžii          |
| C | volný los            | Arango               | Ignacio Sanz         | Ignacio Sanz         | Šózó Fudžii          | Šózó Fudžii          |
| C | volný los            | António Roquete      | António Roquete      | Ignacio Sanz         | Šózó Fudžii          | Šózó Fudžii          |
| C | volný los            | António Roquete      | António Roquete      | Ignacio Sanz         | Šózó Fudžii          | Šózó Fudžii          |
| C | volný los            | Vladimír Bárta       | António Roquete      | Ignacio Sanz         | Šózó Fudžii          | Šózó Fudžii          |
| C | volný los            | Vladimír Bárta       | António Roquete      | Ignacio Sanz         | Šózó Fudžii          | Šózó Fudžii          |
| C | László Hangyási      | László Hangyási      | Šózó Fudžii          | Šózó Fudžii          | Šózó Fudžii          | Šózó Fudžii          |
| C | Ouattara             | László Hangyási      | Šózó Fudžii          | Šózó Fudžii          | Šózó Fudžii          | Šózó Fudžii          |
| C | volný los            | Šózó Fudžii          | Šózó Fudžii          | Šózó Fudžii          | Šózó Fudžii          | Šózó Fudžii          |
| C | volný los            | Šózó Fudžii          | Šózó Fudžii          | Šózó Fudžii          | Šózó Fudžii          | Šózó Fudžii          |
| C | volný los            | Pak Jong-čchol       | Pak Jong-čchol       | Šózó Fudžii          | Šózó Fudžii          | Šózó Fudžii          |
| C | volný los            | Pak Jong-čchol       | Pak Jong-čchol       | Šózó Fudžii          | Šózó Fudžii          | Šózó Fudžii          |
| C | volný los            | Jerzy Jatowtt        | Pak Jong-čchol       | Šózó Fudžii          | Šózó Fudžii          | Šózó Fudžii          |
| C | volný los            | Jerzy Jatowtt        | Pak Jong-čchol       | Šózó Fudžii          | Šózó Fudžii          | Šózó Fudžii          |
| D | Hadidjaja            | Halldór Guðbjörnsson | Šota Chabareli       | Šota Chabareli       | Brett Barron         | Šózó Fudžii          |
| D | Halldór Guðbjörnsson | Halldór Guðbjörnsson | Šota Chabareli       | Šota Chabareli       | Brett Barron         | Šózó Fudžii          |
| D | volný los            | Šota Chabareli       | Šota Chabareli       | Šota Chabareli       | Brett Barron         | Šózó Fudžii          |
| D | volný los            | Šota Chabareli       | Šota Chabareli       | Šota Chabareli       | Brett Barron         | Šózó Fudžii          |
| D | volný los            | Mircea Frăţică       | Mircea Frăţică       | Šota Chabareli       | Brett Barron         | Šózó Fudžii          |
| D | volný los            | Mircea Frăţică       | Mircea Frăţică       | Šota Chabareli       | Brett Barron         | Šózó Fudžii          |
| D | volný los            | Karim Badiane        | Mircea Frăţică       | Šota Chabareli       | Brett Barron         | Šózó Fudžii          |
| D | volný los            | Karim Badiane        | Mircea Frăţică       | Šota Chabareli       | Brett Barron         | Šózó Fudžii          |
| D | Radamés Lora         | Radamés Lora         | Radamés Lora         | Brett Barron         | Brett Barron         | Šózó Fudžii          |
| D | Faríd Izmael         | Radamés Lora         | Radamés Lora         | Brett Barron         | Brett Barron         | Šózó Fudžii          |
| D | volný los            | Michel Grant         | Radamés Lora         | Brett Barron         | Brett Barron         | Šózó Fudžii          |
| D | volný los            | Michel Grant         | Radamés Lora         | Brett Barron         | Brett Barron         | Šózó Fudžii          |
| D | volný los            | Jouer                | Brett Barron         | Brett Barron         | Brett Barron         | Šózó Fudžii          |
| D | volný los            | Jouer                | Brett Barron         | Brett Barron         | Brett Barron         | Šózó Fudžii          |
| D | volný los            | Brett Barron         | Brett Barron         | Brett Barron         | Brett Barron         | Šózó Fudžii          |
| D | volný los            | Brett Barron         | Brett Barron         | Brett Barron         | Brett Barron         | Šózó Fudžii          |